# Piergiorgio Silvano Nesti
Piergiorgio Silvano Nesti CP (* 18. Februar 1931 in Marostica, Provinz Vicenza, Italien; † 13. Dezember 2009 in Rom) war ein  römisch-katholischer Kurienerzbischof.

## Leben
Piergiorgio Silvano Nesti trat der Ordensgemeinschaft der Passionisten bei und empfing am 30. August 1959 das Sakrament der Priesterweihe. 
Am 23. Juli 1993 ernannte ihn Papst Johannes Paul II. zum Erzbischof von Camerino-San Severino Marche. Die Bischofsweihe spendete ihm Angelo Felici, Kardinalpräfekt der Kongregation für die Selig- und Heiligsprechungsprozesse, am 29. August 1993; Mitkonsekratoren waren Cleto Bellucci, Erzbischof von Fermo, und Salvatore De Giorgi, Erzbischof von Tarent. 
Am 27. November 1996 bestellte ihn Papst Johannes Paul II. zum Sekretär der Kongregation für die Institute geweihten Lebens und für die Gesellschaften apostolischen Lebens.    
Am 10. Juli 2006 nahm Papst Benedikt XVI. Nestis aus Altersgründen vorgebrachtes Rücktrittsgesuch vom Amt des Sekretärs der Kongregation für die Institute geweihten Lebens und für die Gesellschaften apostolischen Lebens an.
Er wurde in der Krypta der Passionisten auf dem Verano-Friedhof in Rom bestattet.